# Antiochos-Palast

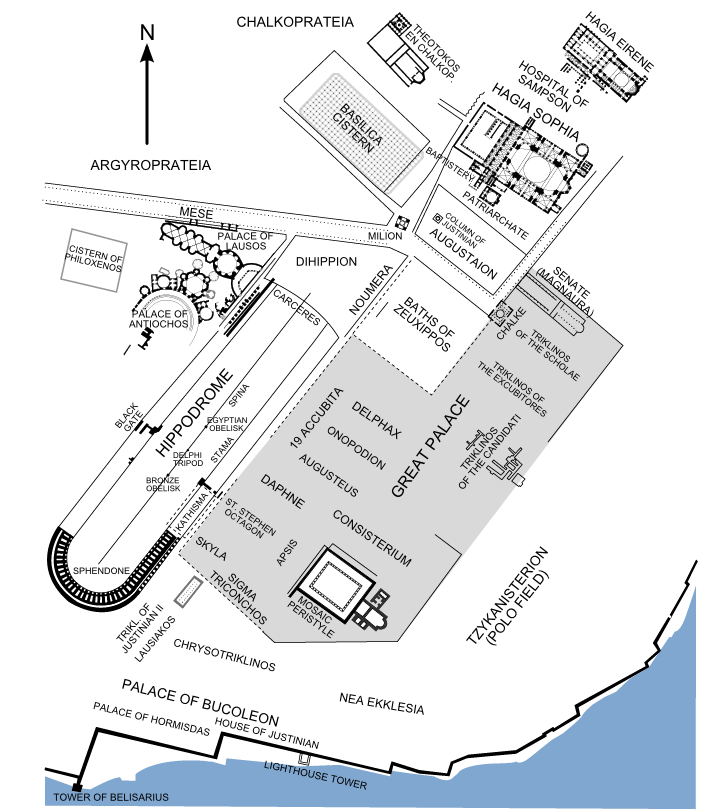
Karte des Großen Palastes in Konstantinopel mit dem Palast des Antiochos

Der Palast des Antiochos (griechisch τὰ παλάτια τῶν Ἀντιόχου) war ein byzantinischer Palast aus dem frühen 5. Jahrhundert n. Chr. in Konstantinopel. In den 1940er und 1950er Jahren wurden die Reste bei Ausgrabungen nahe dem Hippodrom entdeckt und freigelegt. Im 7. Jahrhundert wurde ein Teil des Palasts in die Kirche St. Euphemia im Hippodrom (griechisch Ἀγία Εὐφημία ἐν τῷ Ἱπποδρομίῳ, Hagia Euphēmia en tō Hippodromiō) umgewandelt und als Martyrion genutzt.

## Geschichte
Der Palast des Antiochos wurde für den Praepositus sacri cubiculi Antiochos erbaut. Antiochos war Chef der Eunuchen, die im Palast für die kaiserlichen Gemächer und die Garderobe des Kaisers zuständig waren. Antiochos stammte wohl aus Persien und hatte weitreichenden Einfluss auf den jungen byzantinischen Kaiser Theodosius II. Als Kammerherr war er Lehrer des jungen Kaisers und stieg wahrscheinlich bis zum Patricius auf. Sein dominantes Verhalten gegenüber dem Kaiser führte zu seinem Sturz durch des Kaisers Schwester Aelia Pulcheria, doch er durfte in den Palast zurückkehren und hier leben. Antiochos blieb danach in der Politik aktiv, bis er endgültig in Ungnade fiel und ca. 439 dem Klerus beitrat. Daraufhin wurde sein Besitz, zu dem auch der Palast gehörte, vom Kaiser eingezogen.
Die Überreste des Palasts wurden 1939 entdeckt, als Fresken nordwestlich des Hippodroms freigelegt wurden, die das Leben der Hl. Euphemia von Chalkedon darstellen. Die folgenden Ausgrabungen durch Alfons Maria Schneider im Jahr 1942 legten eine hexagonale Halle frei, die sich zu einer halbrunden Kolonnade öffnete, während Ausgrabungen in den Jahren 1951/52 unter Rüstem Duyuran eine Säulenbasis mit der Inschrift des praepositus Antiochos freilegten, was eine Identifizierung ermöglichte. Aufgrund von Stempeln auf den Ziegelsteinen wird vermutet, dass der Palast nicht vor 430 entstand.

## Euphemia-Kirche
Die Kirche der heiligen Euphemia im Hippodrom wurde in der hexagonalen Halle eventuell im 7. Jahrhundert errichtet, als die Euphemiakirche in Chalkedon durch die persischen Sassaniden zerstört wurde und die Reliquien in das sichere Konstantinopel gebracht wurden. Ursprünglich war die westliche Kapelle mit Fresken mit dem Martyrium der hl. Euphemia geschmückt. Der Altarraum hatte eine Kuppel. Während des byzantinischen Bilderstreits wurde das Gebäude säkularisiert und zu einem Lager für Waffen und Mist. Nach einer Überlieferung sollten die Gebeine der Heiligen auf Anweisung von Kaiser Leo III. oder seinem Sohn Konstantin V. ins Meer geworfen werden. Sie wurden allerdings von zwei frommen Brüdern gerettet und nach Lemnos gebracht, von wo sie nach dem zweiten Konzil von Nicäa von Kaiserin Eirene 796 wieder zurückgeholt wurden. Die Kirche wurde restauriert.

## Beschreibung

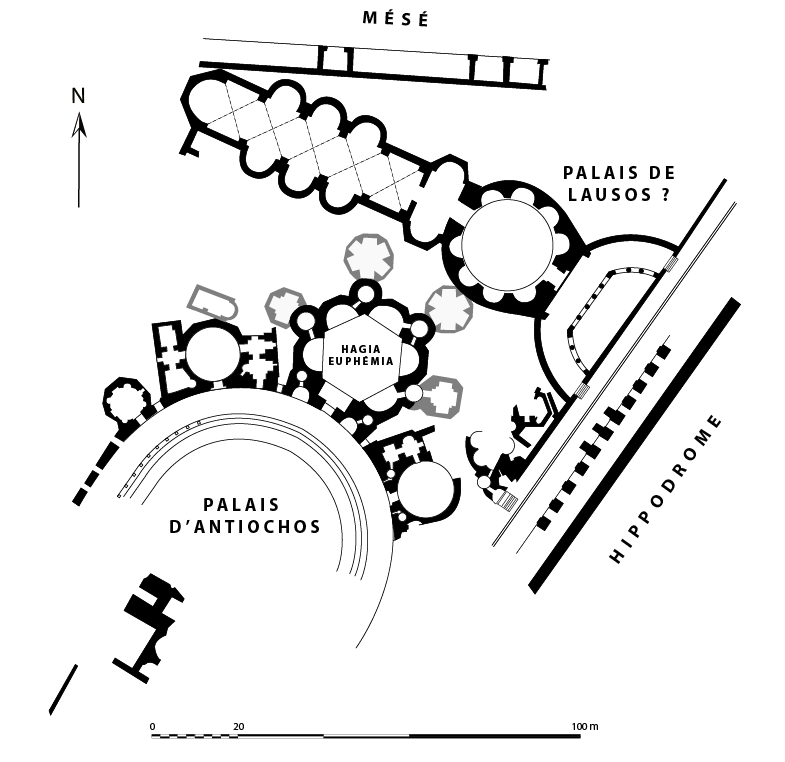
Grundriss des Antiochos-Palastes

Der Palast bestand aus einem südlichen und einem nördlichen Gebäudekomplex. Der südliche, heute nicht öffentlich zugänglich, besaß eine große hexagonale Halle mit Apsis, die mit einer breiten halbrunden Kolonnade verbunden war, die einen Durchmesser von rund 60 Metern hatte und einen mit Marmor gepflasterten Hof umschloss. Die Halle wurde eventuell als Speisesaal (Triclinium) genutzt. Sie besaß einen Durchmesser von ca. 20 Metern und Wände von 10,4 Metern Breite. Jede Wand hatte eine apsidiale Wandnische, die außen polygonal war und im Inneren halbrund. Jede Nische war 7,65 Meter breit und 4,65 Meter tief und bot Platz für ein Stibadium und einen Esstisch. Jede Nische hatte außerdem eine Tür, die zu kleinen runden Räumen zwischen den Nischen führte. Ein Marmorbecken stand im Zentrum der Halle. Das hexagonale Triclinium wurde von weiteren Räumen flankiert, die um den Portikus lagen, darunter ein großzügiges Vestibül mit einem runden Raum im Zentrum.
Es ist umstritten, ob der nördliche Gebäudekomplex entlang der Straße westlich des Hippodroms und der Mese Teil des Antiochos-Palastes ist oder der Palast des Lausos. Er umfasste eine große Rotunde mit 20 Metern Durchmesser und Wandnischen, die von Antiochos als Audienzhalle genutzt worden sein könnte. Sie schloss sich an die südöstliche Straßenfassade an, die als C-förmiger Portikus zum Hippodrom geöffnet war. Ein kleines Badhaus, ebenfalls zugänglich von der Straße, schloss sich im Süden an den Portikus an. Im 5. Jahrhundert, als der Palast kaiserliches Eigentum war, wurde an die Rotunde im Westen ein lang gestreckter Korridor angebaut, den man über ein Vestibül mit zwei seitlichen Apsiden betrat. Seine Form lässt ihn als Triclinium erkennen. Er war 52,5 Meter lang und 12,4 Mete breit und hatte am Ende eine breite Apsis. Im 6. Jahrhundert wurden auf den Langseiten je drei Nischen ergänzt.
Mit dem Umbau der hexagonalen Halle zur Kirche wurden einige Veränderungen vorgenommen. Das Bema wurde rechts des ursprünglichen Einganges in der nach Südosten gerichteten Apsis eingerichtet und in der gegenüberliegenden Apsis wurde ein neuer Eingang geschaffen. Das originale Tor blieb, wurde aber später verkleinert. Zwei weitere Tore wurden in den beiden nördlichen Räumen durchgebrochen, an die später vier Mausoleen angebaut wurden.